# ヌリペーンドラ・マッラ
ヌリペーンドラ・マッラ（Nuripendra Malla、1662年 - 1680年）は、ネパール、カトマンズ・マッラ朝の君主（在位：1674年 - 1680年）。

## 生涯
- 1662年、カトマンズ王プラターパ・マッラの次男として生まれる。
- 1674年、父プラターパの死をうけて、12歳で即位。実権はチクティ宰相が握った。
- 1680年、ヌリペーンドラは死亡し、弟のパールティヴェーンドラ・マッラが後を継いだ。